# Stephan Lebert
Stephan Lebert (* 1. Februar 1961 in München) ist ein deutscher Journalist und Autor.

## Leben
Stephan Lebert arbeitete für den Tagesspiegel, den Spiegel und die Süddeutsche Zeitung.  Heute ist er Reporter bei der Zeit.
1987 erhielt Lebert den Journalistenpreis der Deutschen AIDS-Stiftung, 1998 den Egon-Erwin-Kisch-Preis für die Reportage Der letzte Umzug, einer Lebensbeschreibung einer alten Frau, die in ein Altersheim zieht.   2007 bekam er den Herbert-Riehl-Heyse-Preis zusammen mit Stefan Willeke für die Reportage Die Starnberger Republik.
Stephan Lebert ist der Sohn von Ursula und Norbert Lebert, der Bruder von Andreas Lebert und der Onkel von Benjamin Lebert.

## Werk
Stephan Leberts bekanntestes Buch entstand 40 Jahre nachdem sein Vater eine Artikelserie mit Gesprächen mit Kindern prominenter Nationalsozialisten wie Wolf Rüdiger Heß, Martin Bormann junior und Gudrun Burwitz veröffentlicht hatte. Lebert nahm Kontakt zu den Interviewten auf und führte erneut Gespräche mit ihnen, sofern sie noch lebten und zu einem Gespräch bereit waren. Die Artikel seines Vaters und seine eigenen Betrachtungen veröffentlichte er unter dem Titel Denn Du trägst meinen Namen.
Eine ähnliche Idee liegt dem Buch Du bist mein Augenstern. Was die Zeit aus Ehen macht. zugrunde. Hier bildete eine Artikelserie seiner Mutter Ursula Lebert die Grundlage, die Anfang der 1970er Jahre jung verheiratete Paare befragt hatte.
Die Brüder Andreas und Stephan Lebert veröffentlichen auch unter den Pseudonymen Max Landorff (Der Regler-Trilogie, Die Siedlung der Toten), Anna Friedrich (Holly-Serie) und Andrea Di Stefano (Lago-Maggiore-Krimi-Reihe). Ihr Buch Tutto Bene: Ein Lago-Maggiore-Krimi wurde für ZDF und ORF unter dem Titel Der Geier – Die Tote mit dem falschen Leben mit Philipp Hochmair verfilmt.

## Publikationen
- mit Andreas Lebert, Elke Reichart, Bruno Reichart: Herzensangelegenheiten. Bruno Reichart, unsere Mutter und die Geschichte der Herztransplantation. Fischer, Frankfurt 2017, ISBN 978-3-596-29907-2.
- mit Andreas Lebert: Der Ernst des Lebens und was man dagegen tun muss. S. Fischer Verlag, Frankfurt 2010, ISBN 978-3-596-18087-5.
- mit Hanns-Bruno Kammertöns: Was macht das Leben lebenswert? 14 legendäre Gespräche. S. Fischer Verlag, Frankfurt 2010, ISBN 978-3-10-042508-9.
- mit Andreas Lebert: Anleitung zum Männlichsein. S. Fischer Verlag, Frankfurt 2007, ISBN 978-3100425034.
- mit Kerstin Kohlenberg: Leben ist verdammt schwer. Antworten auf 13 Fragen unserer Zeit. Karl Blessing Verlag, München 2005, ISBN 978-3896672575.
- mit Ursula Lebert: Du bist mein Augenstern. Was die Zeit aus Ehen macht. Karl Blessing Verlag, München 2002, ISBN 978-3896671783.
- mit Norbert Lebert: Denn Du trägst meinen Namen. Karl Blessing Verlag, München 2000, ISBN 978-3-89667-105-9.
- mit Harry Nutt: Pferderennen – kleine Philosophie der Passionen. Deutscher Taschenbuchverlag, München 2000, ISBN 978-3-423-20418-7.
- München en vogue. Mosaik-Verlag, München 1990, ISBN 978-3-570-06506-8.